# Bulbophyllum insectiferum
Bulbophyllum insectiferum là một loài phong lan thuộc chi Bulbophyllum.